# Soda Stereo
Soda Stereo was een Argentijnse rockgroep uit Buenos Aires (Argentinië) tussen 1984 en 1997. Het was een van de meest invloedrijke Latijns-Amerikaanse rockgroeperingen ooit. De band bestond uit singer-songwriter en gitarist Gustavo Cerati, Hector "Zeta" Bosio op de basgitaar en Carlos Alberto Ficicchia (Charly Alberti) op de drums. Soda Stereo begon als een new wave-outfit geïnspireerd op onder andere The Police, The Specials, Television, The Cure, XTC.
Soda Stereo was de eerste Latin rock groep die successen boekte in geheel Zuid- en Centraal-Amerika, Waar ze meer dan 7 miljoen platen verkochten. De band zou later inspiratiebron worden voor vele andere spaanstalige rockbands. In 2002 werd Soda Stereo de eerste editie van de Legend Prize uitgereikt door MTV Latin America.